# KRS-One
Lawrence Krishna Parker (nascido em 20 de agosto de 1965), mais conhecido pelo seu nome artístico KRS-One (knowledge rules supreme over nearly everyone), é um mestre de cerimônias e produtor musical estadunidense. Durante a sua carreira, ele ficou conhecido principalmente pelos seus pseudônimos "Kris Parker", "The Blastmaster", "The Teacha" e "The Philosopher". Em 2008, ele recebeu o prêmio Lifetime Achievement Award, por todo o seu trabalho, por iniciativas como Stop the Violence Movement bem como ser um dos pioneiros da cultura hip hop. É vegetariano desde a sua juventude.
KRS-One é o autor da famosa frase Suicide, it's a suicide (Suicídio, é um suicídio).

## Biografia
Lawrence Parker nasceu em Flatbush, Brooklyn, Nova Iorque em Agosto de 1965. Parker deixou sua casa em 1979, aos 14 anos para se tornar um MC, indo morar em um abrigo no South Bronx onde ele foi apelidado Krishna pelos moradores por causa do seu interesse na espiritualidade Hare Krishna de alguns dos trabalhadores de combate à pobreza. Na época que ele conheceu Scott Sterling, ele também estava escrevendo grafite como KRS-One (Knowledge Reigns Supreme Over Nearly Everybody). Junto com Sterling, conhecido como DJ Scott La Rock, ele criou Boogie Down Productions, lançando seu álbum de estreia, Criminal Minded, em 1987.

## Discografia
| Boogie Down Productions                | ano  |
| -------------------------------------- | ---- |
| Criminal Minded                        | 1987 |
| By All Means Necessary                 | 1988 |
| Ghetto Music: The Blueprint of Hip Hop | 1989 |
| Edutainment                            | 1990 |
| Live Hardcore Worldwide                | 1991 |
| Sex and Violence                       | 1992 |
| Álbuns Solo                            | Ano  |
| Return of the Boom Bap                 | 1993 |
| KRS-One                                | 1995 |
| I Got Next                             | 1997 |
| A Retrospective                        | 2000 |
| The Sneak Attack                       | 2001 |
| Strickly for Da Breakdancers & Emceez  | 2001 |
| Spiritual Minded                       | 2002 |
| The Mix Tape                           | 2002 |
| Kristyles                              | 2003 |
| D.I.G.I.T.A.L.                         | 2003 |
| Keep Right                             | 2004 |
| Life                                   | 2006 |
| Adventures in Emceein                  | 2008 |
| Maximum Strength                       | 2008 |
| Number One K                           | 2009 |

| Álbuns com participação  | Com quem?   | Ano  |
| ------------------------ | ----------- | ---- |
| Hip Hop Lives            | Marley Marl | 2007 |
| Survival Skills          | Buckshot    | 2009 |
| The Teacha & The Student | Pee-Doe     | 2009 |

## Filmografia
- I'm Gonna Git You Sucka (1988), ele mesmo
- Who's the Man? (1993), Rashid
- Subway Stories: Tales from the Underground (1997), Vendor
- Rhyme & Reason (1997), ele mesmo
- Boriqua's Bond (2000)
- The Freshest Kids (2002), ele mesmo
- 2Pac 4 Ever (2003), narrator
- Beef (2003), ele mesmo
- Hip-Hop Babylon 2 (2003), ele mesmo
- Soundz of Spirit (2003)
- 5 Sides of a Coin (2003), ele mesmo
- War on Wax: Rivalries In Hip-Hop (2004), ele mesmo
- The MC: Why We Do It (2004), ele mesmo
- Beef II (2004), ele mesmo
- And You Don't Stop: 30 Years of Hip-Hop (2004), ele mesmo
- Hip-Hop Honors (2004), ele mesmo
- Keep Right DVD (2004), ele mesmo
- Zoom Prout Prout (2005), ele mesmo
- A Letter to the President (2006), ele mesmo
- MuskaBEATZ
- Freestyle: The Art of Rhyme (2000), ele mesmo
- The Obama Deception (2009), ele mesmo
- Luke Cage Season 2 (2018) ele mesmo

## Livros
- The Science of Rap (auto-publicado, 1996, fora de impressão[5])
- Break the Chain KRS-ONE
- Ruminations (Welcome Rain Publishers, 25 de Julho de 2003, fora de impressão[6])
- The Gospel of Hip Hop: The First Instrument[7]